# Dorfkirche Nowielin

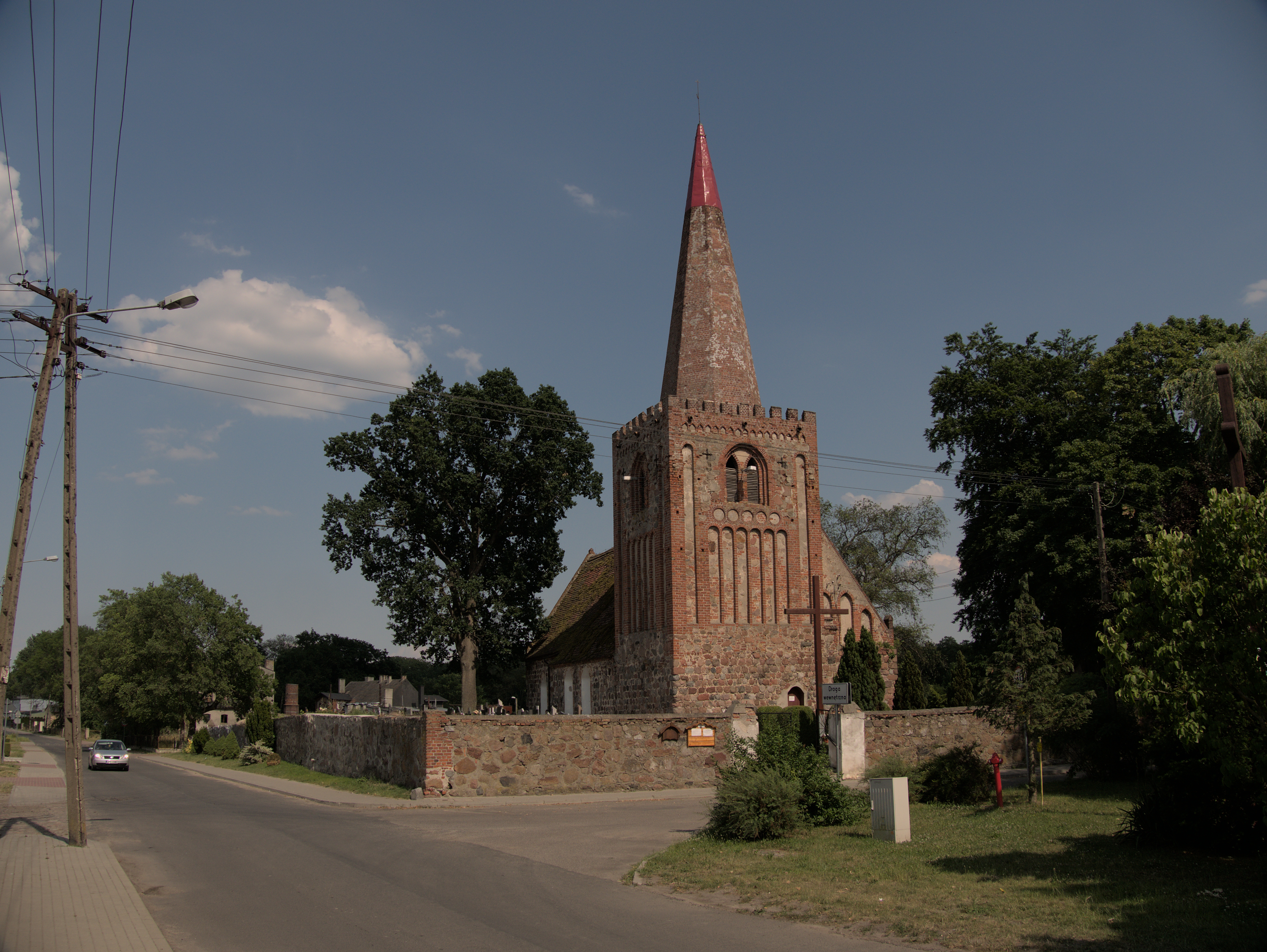
Dorfkirche Nowielin

Die Dorfkirche von Nowielin (bis 1945 Naulin) ist heute dem unbefleckten Herzen Unser Frau Mariens geweiht (Kościół filialny pw Niepokalanego Serca NMP). Sie wurde im 13. Jahrhundert in frühgotischem Stil aus Granitquadern und etwas Backstein errichtet. Um 1500 wurde der Westturm aufgesetzt oder ausgebaut, mit vielen spätgotischem Backsteingliederungen, an Mauerecken und Fenstern und im Blendenschmuck der Westfassade.

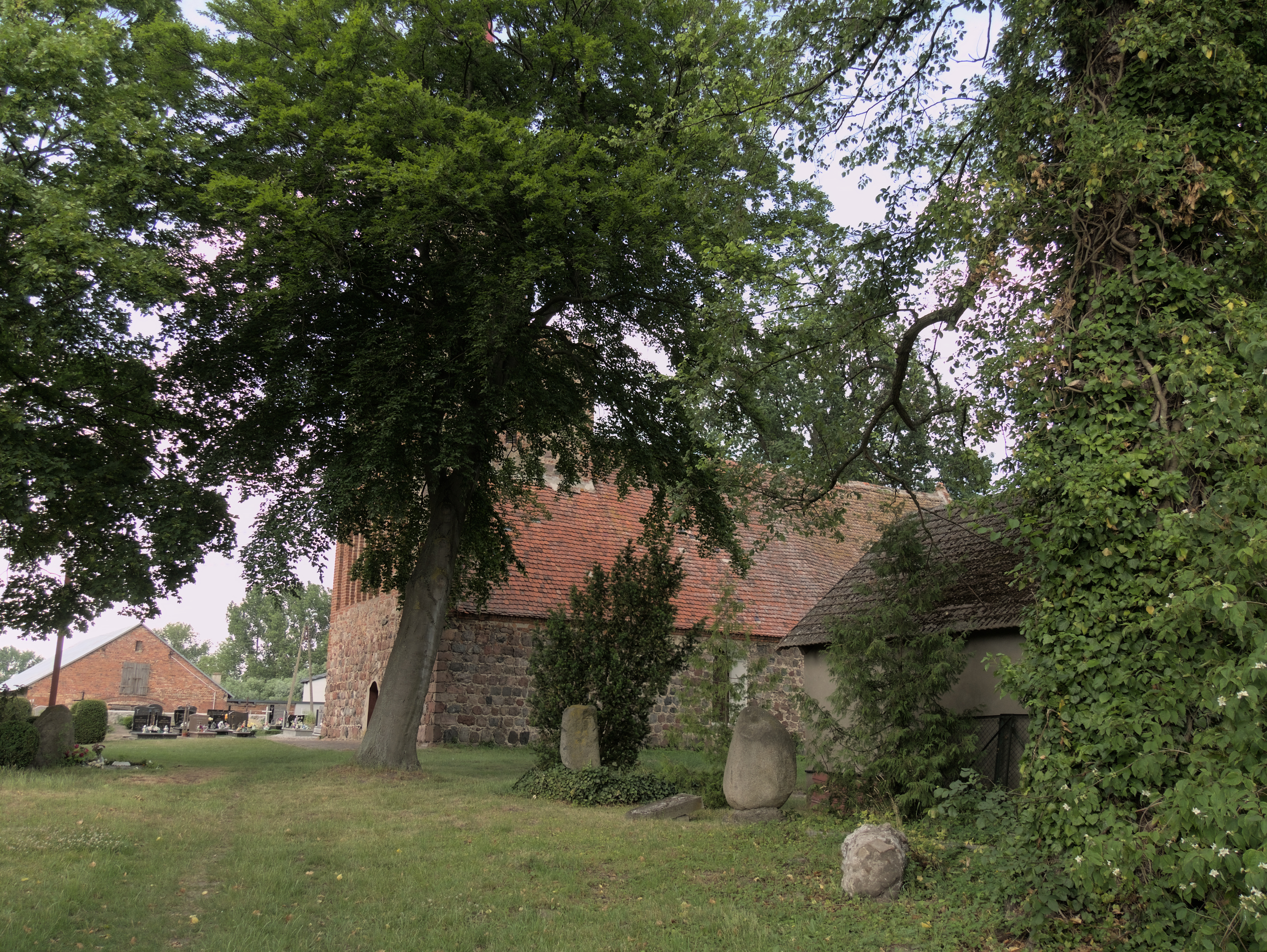
Dorfkirche Nowielin vom südlichen Eingang des Kirchhofs.

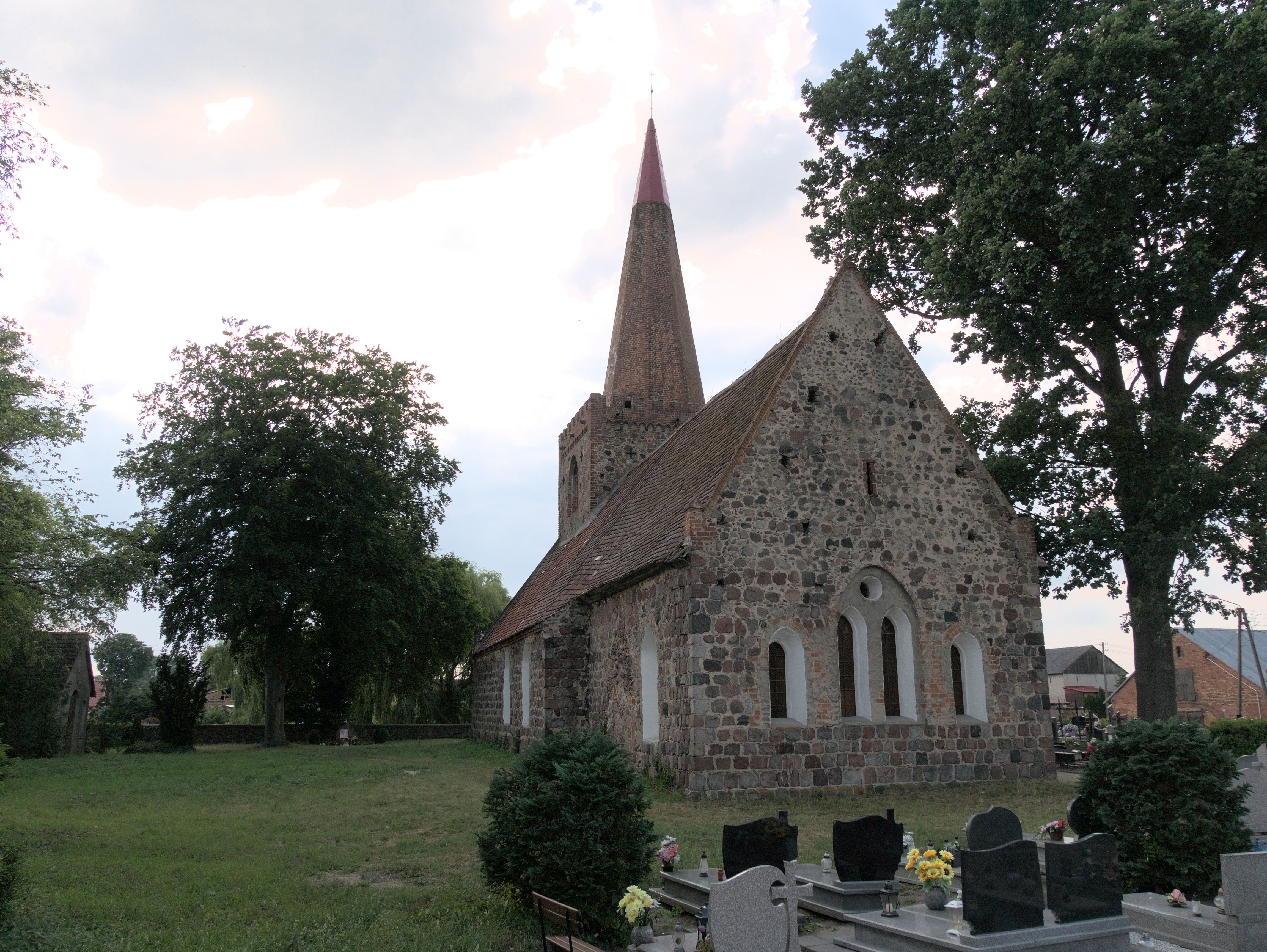
Dorfkirche Nowielin von Osten